# 岡田明丈
岡田 明丈（おかだ あきたけ、1993年10月18日 - ）は、東京都練馬区出身の社会人野球選手、元プロ野球選手（投手）。右投左打。

## 経歴

### プロ入り前
東京都練馬区の強豪・大泉第二中学校の軟式野球部で三塁手として野球を始める。中学3年の時に両親が離婚し、高校入学のタイミングで母の実家がある大阪へ転居する。
大阪商業大学高等学校で投手に転向。3年夏にストレートの球速が140km/hを記録し背番号10ながら先発を任される。準々決勝の大阪桐蔭戦で先発したが5回で0対10とコールド負けを喫し、甲子園出場はなかった。
大阪商業大学に進学し、1年春からリーグ戦に出場するも、その後3年の春まで登板機会がなかった。登板機会がなかった原因としては故障などではなく、絶対的エース（近藤大亮）を起用して好成績を残したいというチーム事情と岡田の実力不足という要因があった。しかし、4年の春には6勝0敗、防御率2.17の好成績を残し、秋でもまた6勝0敗、防御率1.00の好成績を残し、関西六大学秋季リーグ戦で2季連続の優勝に貢献。最優秀投手賞を2季連続で、秋はベストナインも受賞した。大学選手権ではベスト8、リーグ戦通算15勝3敗。
2015年10月22日に行われたドラフト会議で広島東洋カープから1位指名を受け、11月13日に契約金1億円、年俸1500万円で合意した。背番号は17。

### 広島時代
2016年、開幕を一軍で迎え先発ローテーション入りを果たすと、4月1日の読売ジャイアンツ戦（マツダスタジアム）で初登板初先発を果たし、6回2/3を3失点だった。6月4日の対福岡ソフトバンクホークス戦（マツダ）では、5回を投げ切った時点で降雨コールドとなり、初完投を記録。6月25日の対阪神タイガース戦（マツダ）で6回0/3を2失点に抑え、9度目の登板でプロ初勝利を飾った。新人ながらポストシーズンにも先発起用され、横浜DeNAベイスターズとのクライマックスシリーズファイナルステージでは4回戦に先発し、5回を4失点（自責点3）の内容ながら勝利投手となった。北海道日本ハムファイターズとの日本シリーズでは第4戦に先発し、勝敗は付かなかったが6回を1失点と好投。球団の新人投手で日本シリーズに登板するのは、川端順、長冨浩志に次いで3人目、先発に至っては長冨以来2人目の快挙であった。
2017年は開幕からローテーション入りし、4月15日の対阪神戦（甲子園）では4安打1失点9奪三振で初の9回完投勝利を記録した。しかし5月6日の対阪神戦（甲子園）では、5回までは好投していたが6回だけで4四死球を喫し降板、その後チームは球団ワーストタイの9点差の逆転負けを喫した。その後も突如制球を乱す場面が相次いだため、シーズン終盤はローテーションを外れ規定投球回にも届かず、DeNAとのクライマックスシリーズファイナルステージでは一軍メンバー入りしたものの登板機会がなかった。それでもチーム2位の12勝を記録し、チームの37年ぶりのリーグ連覇に貢献している。
2018年も開幕からローテーション入りしていたが、防御率5点台、リーグワーストの自責点78を喫するなど不安定な投球が続き、前年同様シーズン終盤にローテーションを外され、規定投球回到達は果たせなかった。ソフトバンクとの日本シリーズでは第3戦（10月30日・ヤフオク!ドーム）に3番手でリリーフ登板するも1回を投げ4失点を喫し、以後登板は無かった。11月、日米野球の出場選手に肩の違和感により辞退となった松永昂大に代わり、選出された。
2019年も開幕からローテーション入りしたが、4月11日の対東京ヤクルトスワローズ戦（マツダ）でイップスのような症状を発症し、翌日に二軍降格した。わずか3試合の登板でプロ入り後初めて未勝利に終わった。
2020年は二軍でも14試合登板、0勝4敗、防御率5.22と苦しみ、プロ入り初の一軍未登板に終わった。
2021年も一軍登板はなく、10月27日に右肘内側側副靱帯再建術（トミー・ジョン手術）・屈筋腱断裂修復・肘頭骨棘切除手術を行ったことが同月29日に発表された。
2022年、手術後のリハビリのため、一軍二軍共に未登板に終わった。
2023年2月23日、Hondaとの練習試合で約1年4か月ぶりの実戦復帰登板を果たす。二軍で19試合に登板するも防御率6.75と結果を残せず、4年連続で一軍での登板がなかった。10月5日に戦力外通告を受け、シーズンオフに育成選手として再契約した。背番号は123。
2024年3月20日、オープン戦ではあるが、4年ぶりに一軍戦での登板を果たした。二軍戦15試合に登板して防御率0.00と結果を残すと、7月30日に支配下契約復帰が発表された。背番号は93。支配下復帰後は一軍登板の無いままシーズンを終え、10月8日に球団より2年連続となる戦力外通告を受けた。

### 広島退団後
2025年1月、明治安田硬式野球部との契約を発表。

## 選手としての特徴
ワインドアップのアーム式気味のオーバースローからの直球の最速は155km/h、好調時で常時140km/h台後半を記録する。変化球はスライダーやカーブを軸に、時折フォーク、チェンジアップ、シュートも投げる。

## 詳細情報

### 年度別投手成績
| 年 度     | 球 団     | 登 板 | 先 発 | 完 投 | 完 封 | 無 四 球 | 勝 利 | 敗 戦 | セ 丨 ブ | ホ 丨 ル ド | 勝 率 | 打 者 | 投 球 回 | 被 安 打 | 被 本 塁 打 | 与 四 球 | 敬 遠 | 与 死 球 | 奪 三 振 | 暴 投 | ボ 丨 ク | 失 点 | 自 責 点 | 防 御 率 | W H I P |
| --------- | --------- | ----- | ----- | ----- | ----- | -------- | ----- | ----- | -------- | ----------- | ----- | ----- | -------- | -------- | ----------- | -------- | ----- | -------- | -------- | ----- | -------- | ----- | -------- | -------- | ------- |
| 2016      | 広島      | 18    | 15    | 1     | 0     | 0        | 4     | 3     | 0        | 1           | .571  | 375   | 89.1     | 89       | 6           | 25       | 0     | 0        | 60       | 4     | 2        | 34    | 30       | 3.02     | 1.28    |
| 2017      | 広島      | 24    | 22    | 2     | 0     | 1        | 12    | 5     | 0        | 0           | .706  | 604   | 141.2    | 134      | 9           | 63       | 0     | 4        | 109      | 3     | 4        | 68    | 63       | 4.00     | 1.39    |
| 2018      | 広島      | 26    | 24    | 0     | 0     | 0        | 8     | 7     | 0        | 1           | .533  | 603   | 138.0    | 137      | 13          | 62       | 1     | 4        | 114      | 4     | 1        | 84    | 78       | 5.09     | 1.44    |
| 2019      | 広島      | 3     | 2     | 0     | 0     | 0        | 0     | 2     | 0        | 0           | .000  | 39    | 7.0      | 9        | 2           | 11       | 0     | 0        | 4        | 0     | 0        | 12    | 11       | 14.14    | 2.86    |
| 通算：4年 | 通算：4年 | 71    | 63    | 3     | 0     | 1        | 24    | 17    | 0        | 2           | .585  | 1621  | 376.0    | 369      | 30          | 161      | 1     | 8        | 287      | 11    | 7        | 198   | 182      | 4.36     | 1.41    |

- 2024年度シーズン終了時
- 各年度の太字はリーグ最高

### 年度別守備成績
| 年 度 | 球 団 | 投手  | 投手  | 投手  | 投手  | 投手  | 投手     |
| 年 度 | 球 団 | 試 合 | 刺 殺 | 補 殺 | 失 策 | 併 殺 | 守 備 率 |
| ----- | ----- | ----- | ----- | ----- | ----- | ----- | -------- |
| 2016  | 広島  | 18    | 8     | 10    | 0     | 2     | 1.000    |
| 2017  | 広島  | 24    | 9     | 18    | 1     | 0     | .964     |
| 2018  | 広島  | 26    | 7     | 17    | 2     | 0     | .923     |
| 2019  | 広島  | 3     | 0     | 0     | 0     | 0     | .000     |
| 通算  | 通算  | 71    | 24    | 45    | 3     | 2     | .958     |

- 2024年度シーズン終了時

### 記録
初記録
投手記録
- 初登板・初先発登板：2016年4月1日、対読売ジャイアンツ1回戦（MAZDA Zoom-Zoomスタジアム広島）、6回2/3を3失点（自責点2）で勝敗つかず
- 初奪三振：同上、1回表に立岡宗一郎から空振り三振
- 初完投：2016年6月4日、対福岡ソフトバンクホークス2回戦（MAZDA Zoom-Zoomスタジアム広島）、5回1失点完投（降雨コールド引き分け）
- 初勝利・初先発勝利：2016年6月25日、対阪神タイガース11回戦（MAZDA Zoom-Zoomスタジアム広島）、6回0/3を2失点
- 初ホールド：2016年9月1日、対横浜DeNAベイスターズ23回戦（MAZDA Zoom-Zoomスタジアム広島）、6回表に3番手で救援登板、2回無失点
- 初完投勝利：2017年4月15日、対阪神タイガース5回戦（阪神甲子園球場）、9回1失点9奪三振

打撃記録
- 初安打：2016年7月9日、対阪神タイガース14回戦（阪神甲子園球場）、6回表に能見篤史から中前安打
- 初打点：2017年7月23日、対中日ドラゴンズ15回戦（MAZDA Zoom-Zoomスタジアム広島）、4回裏に鈴木翔太から右前適時打

その他の記録
- オールスターゲーム出場：1回（2017年）

### 背番号
- 17（2016年 - 2023年）
- 123（2024年 - 同年7月29日）
- 93（2024年7月30日 - 同年終了）

### 登場曲
- 「BANG BANG BANG」BIGBANG（2016年 - ）

## 関連情報
CM
- キリン 生茶（2018年）